# Сан Мигел Линдависта (Арселија)
Сан Мигел Линдависта (шп. San Miguel Lindavista) насеље је у Мексику у савезној држави Гереро у општини Арселија. Насеље се налази на надморској висини од 1272 м.

## Становништво
Према подацима из 2010. године у насељу је живело 10 становника.

### Хронологија
| Година       | 2000         | 2005       | 2010 |
| ------------ | ------------ | ---------- | ---- |
| Становништво | 45 (22 / 23) | 12 (4 / 8) | 10   |

### Попис
| # | Индикатор                     | Вредност |
| - | ----------------------------- | -------- |
| 1 | Укупно домаћинстава           | 5        |
| 2 | Укупно насељених домаћинстава | 2        |
| 3 | Величина локације             | 1        |